# Ressaca 2. Ara a Tailàndia!
Ressaca 2. Ara a Tailàndia (títol original en anglès: The Hangover: Part II) és una pel·lícula còmica de 2011 dirigida per Todd Phillips i Bradley Cooper, Ed Helms, Zach Galifianakis, Justin Bartha, Ken Jeong i Paul Giamatti. És la segona pel·lícula de la trilogia de Ressaca a Las Vegas (2009). Aquesta pel·lícula fou doblada en català.

## Argument
Alan, Stu i Phil tornen a despertar-se en una habitació d'un hotel amb una ressaca tan forta que no recorden res de la nit anterior. Aquest cop saben que estan a Tailàndia, on han viatjat amb un altre amic, Doug, per celebrar el casament de Stu amb Lauren. El principal problema és que el germà petit de Lauren, Teddy, ha desaparegut.

## Repartiment
- Bradley Cooper: Phil Wenneck
- Ed Helms: el Dr. Stuart "Stu" Price
- Zach Galifianakis: Alan Garner
- Justin Bartha: Doug Billings
- Ken Jeong: Leslie Chow
- Jamie Chung: Lauren
- Mason Lee: Teddy
- Paul Giamatti: Kingsley
- Gillian Vigman: Stephanie Wenneck
- Mike Tyson (cameo)
- Nick Cassavetes (cameo)

## Galeria

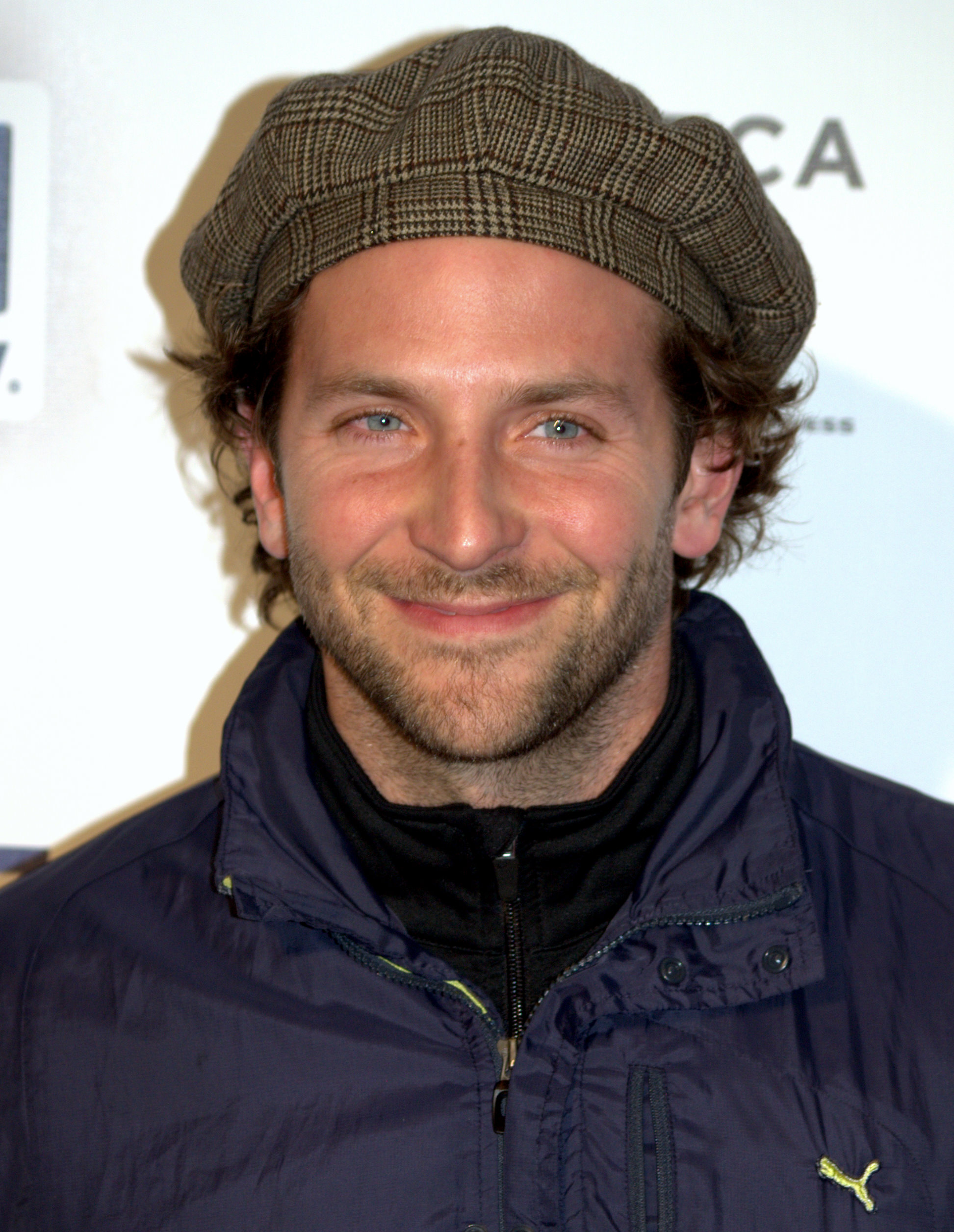
Bradley Cooper interpreta Phil Wenneck
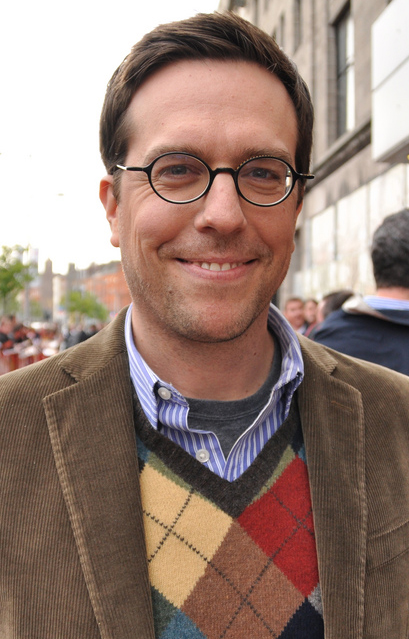
Ed Helms interpreta Stuart "Stu" Price
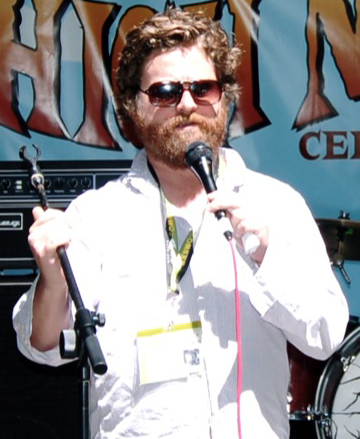
Zach Galifianakis interpreta Alan Garner
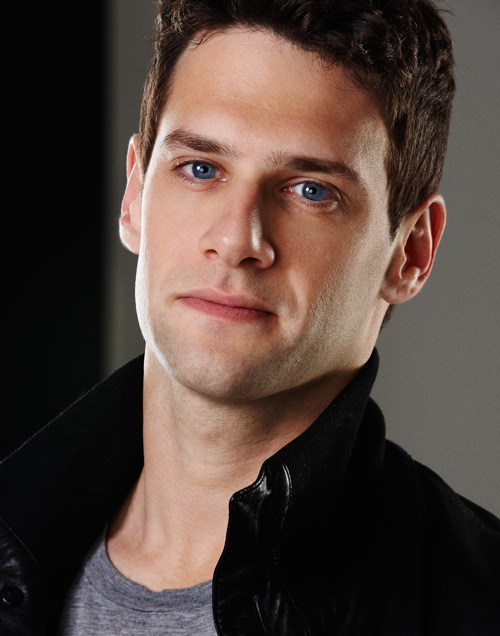
Justin Bartha interpreta Doug